# Gymnoascus arxii
Gymnoascus arxii är en svampart som beskrevs av Cano & Guarro 1989. Gymnoascus arxii ingår i släktet Gymnoascus och familjen Gymnoascaceae.   Inga underarter finns listade i Catalogue of Life.